# Servon-Melzicourt
Servon-Melzicourt è un comune francese di 121 abitanti situato nel dipartimento della Marna nella regione del Grand Est.

## Società

### Evoluzione demografica
Abitanti censiti